# 5.º distrito congresional de Wisconsin
El 5.º distrito congresional es un distrito congresional que elige a un Representante para la Cámara de Representantes de los Estados Unidos por el estado de Wisconsin.  Según la Oficina del Censo, en 2011 el distrito tenía una población de 704 952 habitantes. Actualmente el distrito está representado por Scott L. Fitzgerald  (R)
.

## Geografía
El 5.º distrito congresional se encuentra ubicado en las coordenadas 43°11′59″N 88°31′53″O / 43.19972, -88.53139.

## Demografía
Según la Oficina del Censo de los Estados Unidos, en 2011 había 704 952 personas residiendo en el 5.º distrito congresional. De los 704 952 habitantes, el distrito estaba compuesto por 663 726 (94.2%) blancos; de esos, 653 307 (92.7%) eran blancos no latinos o hispanos. Además 17 496 (2.5%) eran afroamericanos o negros, 1 206 (0.2%) eran nativos de Alaska o amerindios, 16 731 (2.4%) eran asiáticos, 69 (0%) eran nativos de Hawái o isleños del Pacífico, 5 019 (0.7%) eran de otras razas y 11 124 (1.6%) pertenecían a dos o más razas. Del total de la población 25 498 (3.6%) eran hispanos o latinos de cualquier raza; 17 855 (2.5%) eran de ascendencia mexicana, 3 208 (0.5%) puertorriqueña y 531 (0.1%) cubana. Además del inglés, había 16 629 (2.5%) personas de más cinco años que solamente hablaba el español en casa.
El número total de hogares en el distrito era de 284 259, y el 68.6% eran familias en la cual el 30.2 tenían menores de 18 años de edad viviendo con ellos. De todas las familias viviendo en el distrito, solamente el 57.4% eran matrimonios. Del total de hogares en el distrito, el 4.5 eran parejas que no estaban casadas, mientras que el 0.4% eran parejas del mismo sexo. El promedio de personas por hogar era de 2.45. 
En 2011 los ingresos medios por hogar en el distrito congresional eran de US$68 233, y los ingresos medios por familia eran de US$105 260. Los hogares que no formaban una familia tenían unos ingresos de US$90 887. El salario promedio de tiempo completo para los hombres era de US$57 103 frente a los US$43 188 para las mujeres. La renta per cápita para el distrito era de US$35 367. Alrededor del 4.1% de la población estaban por debajo del umbral de pobreza.

## Resultados recientes de las elecciones estatales
| Año  | Cargo      | Resultado    | Resultado   | Resultado |
| Año  | Cargo      | Ganador      | Republicano | Demócrata |
| ---- | ---------- | ------------ | ----------- | --------- |
| 2000 | Presidente | Al Gore      | 31%         | 65%       |
| 2004 | Presidente | George Bush  | 63%         | 36%       |
| 2008 | Presidente | John McCain  | 57%         | 41%       |
| 2012 | Presidente | Mitt Romney  | 61%         | 38%       |
| 2016 | Presidente | Donald Trump | 57%         | 37%       |
| 2020 | Presidente | Donald Trump | 56%         | 41%       |

## Lista de representantes del distrito
| Representante                         | Representante | Representante                   | Partido                    | Inicio del mandato  | Fin del mandato                                  | Elecciones | Congreso                                    | Distrito |
| ------------------------------------- | ------------- | ------------------------------- | -------------------------- | ------------------- | ------------------------------------------------ | --- | ------------------------------------------- | --- |
| Distrito creado el 4 de marzo de 1863 |               |                                 |                            |                     |                                                  | |                                             | |
|                                       |               | Ezra Wheeler (1820-1871)        | Demócrata                  | 4 de marzo de 1863  | 3 de marzo de 1865 (1 año, 11 meses y 30 días)   | Elegido en 1862. | 38.º                                        | Incluye los condados de Brown, Calumet, Door, Green Lake, Kewaunee, Manitowoc, Marquette, Oconto, Outagamie, Shawano, Waupaca, Waushara y Winnebago. |
|                                       |               | Philetus Sawyer (1816-1900)     | Republicano                | 4 de marzo de 1865  | 3 de marzo de 1873 (7 años, 11 meses y 30 días)  | Elegido en 1864 | 39.º                                        | Incluye los condados de Brown, Calumet, Door, Green Lake, Kewaunee, Manitowoc, Marquette, Oconto, Outagamie, Shawano, Waupaca, Waushara y Winnebago. |
| Reelegido en 1866                     | 40.º          | Philetus Sawyer (1816-1900)     | Republicano                | 4 de marzo de 1865  | 3 de marzo de 1873 (7 años, 11 meses y 30 días)  | |                                             | Incluye los condados de Brown, Calumet, Door, Green Lake, Kewaunee, Manitowoc, Marquette, Oconto, Outagamie, Shawano, Waupaca, Waushara y Winnebago. |
| Reelegido en 1868                     | 41.º          | Philetus Sawyer (1816-1900)     | Republicano                | 4 de marzo de 1865  | 3 de marzo de 1873 (7 años, 11 meses y 30 días)  | |                                             | Incluye los condados de Brown, Calumet, Door, Green Lake, Kewaunee, Manitowoc, Marquette, Oconto, Outagamie, Shawano, Waupaca, Waushara y Winnebago. |
| Reelegido en 1870                     | 42.º          | Philetus Sawyer (1816-1900)     | Republicano                | 4 de marzo de 1865  | 3 de marzo de 1873 (7 años, 11 meses y 30 días)  | |                                             | Incluye los condados de Brown, Calumet, Door, Green Lake, Kewaunee, Manitowoc, Marquette, Oconto, Outagamie, Shawano, Waupaca, Waushara y Winnebago. |
|                                       |               | Charles A. Eldredge (1820-1896) | Demócrata                  | 4 de marzo de 1873  | 3 de marzo de 1875 (1 año, 11 meses y 30 días)   | Redistribución del 4º distrito y reelegido en 1872. | 43.º                                        | Incluye los condados de Dodge, Fond du Lac, Manitowoc y Sheboygan. |
|                                       |               | Samuel D. Burchard (1836-1901)  | Demócrata                  | 4 de marzo de 1875  | 3 de marzo de 1877 (1 año, 11 meses y 30 días)   | Elegido en 1874. | 44.º                                        | Incluye los condados de Dodge, Fond du Lac, Manitowoc y Sheboygan. |
|                                       |               | Edward S. Bragg (1827-1912)     | Demócrata                  | 4 de marzo de 1877  | 3 de marzo de 1883 (5 años, 11 meses y 30 días)  | Elegido en 1876. | 45.º                                        | Incluye los condados de Dodge, Fond du Lac, Manitowoc y Sheboygan. |
| Reelegido en 1878.                    | 46.º          | Edward S. Bragg (1827-1912)     | Demócrata                  | 4 de marzo de 1877  | 3 de marzo de 1883 (5 años, 11 meses y 30 días)  | |                                             | Incluye los condados de Dodge, Fond du Lac, Manitowoc y Sheboygan. |
| Reelegido en 1880                     | 47.º          | Edward S. Bragg (1827-1912)     | Demócrata                  | 4 de marzo de 1877  | 3 de marzo de 1883 (5 años, 11 meses y 30 días)  | |                                             | Incluye los condados de Dodge, Fond du Lac, Manitowoc y Sheboygan. |
|                                       |               | Joseph Rankin (1833-1886)       | Demócrata                  | 4 de marzo de 1883  | 24 de enero de 1886 (2 años, 10 meses y 20 días) | Elegido en 1882. | 48.º                                        | Incluye los condados de Brown, Calumet, Kewaunee, Manitowoc, Ozaukee y Sheboygan. |
| Reelegido en 1884.                    | 49.º          | Joseph Rankin (1833-1886)       | Demócrata                  | 4 de marzo de 1883  | 24 de enero de 1886 (2 años, 10 meses y 20 días) | |                                             | Incluye los condados de Brown, Calumet, Kewaunee, Manitowoc, Ozaukee y Sheboygan. |
| Vacante                               | Vacante       | Vacante                         | Vacante                    | 24 de enero de 1886 | 8 de marzo de 1886 (1 mes y 15 días)             | |                                             | Incluye los condados de Brown, Calumet, Kewaunee, Manitowoc, Ozaukee y Sheboygan. |
|                                       | 49.º          |                                 | Thomas R. Hudd (1835-1896) | Demócrata           | 8 de marzo de 1886                               | 3 de marzo de 1889 (2 años, 11 meses y 26 días) | Elegido para finalizar el mandato de Rankin | Incluye los condados de Brown, Calumet, Kewaunee, Manitowoc, Ozaukee y Sheboygan. |
| Reelegido en 1886                     | 50.º          |                                 | Thomas R. Hudd (1835-1896) | Demócrata           | 8 de marzo de 1886                               | 3 de marzo de 1889 (2 años, 11 meses y 26 días) |                                             | Incluye los condados de Brown, Calumet, Kewaunee, Manitowoc, Ozaukee y Sheboygan. |
|                                       |               | George H. Brickner (1834-1904)  | Demócrata                  | 4 de marzo de 1889  | 3 de marzo de 1895 (5 años, 11 meses y 30 días)  | Elegido en 1888 | 51.º                                        | Incluye los condados de Brown, Calumet, Kewaunee, Manitowoc, Ozaukee y Sheboygan. |
| Reelegido en 1890                     | 52.º          | George H. Brickner (1834-1904)  | Demócrata                  | 4 de marzo de 1889  | 3 de marzo de 1895 (5 años, 11 meses y 30 días)  | |                                             | Incluye los condados de Brown, Calumet, Kewaunee, Manitowoc, Ozaukee y Sheboygan. |
| Reelegido en 1892                     | 53.º          | George H. Brickner (1834-1904)  | Demócrata                  | 4 de marzo de 1889  | 3 de marzo de 1895 (5 años, 11 meses y 30 días)  | Incluye los condados de Ozaukee, Sheboygan, Washington, Waukesha y Norte del Condado de Milwaukee - Ciudad de Granville - Ciudad de Milwaukee - Ciudad de Wauwatosa - Distritos 10 y 13 de la ciudad de Milwaukee |                                             | |
|                                       |               | Samuel S. Barney (1846-1919)    | Republicano                | 4 de marzo de 1895  | 3 de marzo de 1903 (7 años, 11 meses y 30 días)  | Incluye los condados de Ozaukee, Sheboygan, Washington, Waukesha y Norte del Condado de Milwaukee - Ciudad de Granville - Ciudad de Milwaukee - Ciudad de Wauwatosa - Distritos 10 y 13 de la ciudad de Milwaukee | Elegido en 1894                             | 54.º |
| Reelegido en 1896                     | 55.º          | Samuel S. Barney (1846-1919)    | Republicano                | 4 de marzo de 1895  | 3 de marzo de 1903 (7 años, 11 meses y 30 días)  | Incluye los condados de Ozaukee, Sheboygan, Washington, Waukesha y Norte del Condado de Milwaukee - Ciudad de Granville - Ciudad de Milwaukee - Ciudad de Wauwatosa - Distritos 10 y 13 de la ciudad de Milwaukee |                                             | |
| Reelegido en 1898                     | 56.º          | Samuel S. Barney (1846-1919)    | Republicano                | 4 de marzo de 1895  | 3 de marzo de 1903 (7 años, 11 meses y 30 días)  | Incluye los condados de Ozaukee, Sheboygan, Washington, Waukesha y Norte del Condado de Milwaukee - Ciudad de Granville - Ciudad de Milwaukee - Ciudad de Wauwatosa - Distritos 10 y 13 de la ciudad de Milwaukee |                                             | |
| Reelegido en 1900                     | 57.º          | Samuel S. Barney (1846-1919)    | Republicano                | 4 de marzo de 1895  | 3 de marzo de 1903 (7 años, 11 meses y 30 días)  | Incluye los condados de Ozaukee, Sheboygan, Washington, Waukesha y Norte del Condado de Milwaukee - Ciudad de Granville - Ciudad de Milwaukee - Ciudad de Wauwatosa - Distritos 10 y 13 de la ciudad de Milwaukee |                                             | |
|                                       |               | William H. Stafford (1869-1957) | Republicano                | 4 de marzo de 1903  | 3 de marzo de 1911 (7 años, 11 meses y 30 días)  | Elegido en 1902 | 58.º                                        | Incluye el condado de Waukesha y Norte del Condado de Milwaukee - Pueblo del Este de Milwaukee - Pueblo del Norte de Milwaukee - Pueblo de Whitefish Bay - Ciudad de Granville - Ciudad de Milwaukee - Distritos 1, 6, 9, 10, 13, 18 a 22 de la ciudad de Milwaukee |
| Reelegido en 1904                     | 59.º          | William H. Stafford (1869-1957) | Republicano                | 4 de marzo de 1903  | 3 de marzo de 1911 (7 años, 11 meses y 30 días)  | |                                             | Incluye el condado de Waukesha y Norte del Condado de Milwaukee - Pueblo del Este de Milwaukee - Pueblo del Norte de Milwaukee - Pueblo de Whitefish Bay - Ciudad de Granville - Ciudad de Milwaukee - Distritos 1, 6, 9, 10, 13, 18 a 22 de la ciudad de Milwaukee |
| Reelegido en 1906                     | 60.º          | William H. Stafford (1869-1957) | Republicano                | 4 de marzo de 1903  | 3 de marzo de 1911 (7 años, 11 meses y 30 días)  | |                                             | Incluye el condado de Waukesha y Norte del Condado de Milwaukee - Pueblo del Este de Milwaukee - Pueblo del Norte de Milwaukee - Pueblo de Whitefish Bay - Ciudad de Granville - Ciudad de Milwaukee - Distritos 1, 6, 9, 10, 13, 18 a 22 de la ciudad de Milwaukee |
| Reelegido en 1908                     | 61.º          | William H. Stafford (1869-1957) | Republicano                | 4 de marzo de 1903  | 3 de marzo de 1911 (7 años, 11 meses y 30 días)  | |                                             | Incluye el condado de Waukesha y Norte del Condado de Milwaukee - Pueblo del Este de Milwaukee - Pueblo del Norte de Milwaukee - Pueblo de Whitefish Bay - Ciudad de Granville - Ciudad de Milwaukee - Distritos 1, 6, 9, 10, 13, 18 a 22 de la ciudad de Milwaukee |
|                                       |               | Victor L. Berger (1860-1929)    | Socialista                 | 4 de marzo de 1911  | 3 de marzo de 1913 (1 año, 11 meses y 30 días)   | Elegido en 1910 | 62.º                                        | Incluye el condado de Waukesha y Norte del Condado de Milwaukee - Pueblo del Este de Milwaukee - Pueblo del Norte de Milwaukee - Pueblo de Whitefish Bay - Ciudad de Granville - Ciudad de Milwaukee - Distritos 1, 6, 9, 10, 13, 18 a 22 de la ciudad de Milwaukee |
|                                       |               | William H. Stafford (1869-1957) | Republicano                | 4 de marzo de 1913  | 3 de marzo de 1919 (5 años, 11 meses y 30 días)  | Elegido en 1912 | 63.º                                        | Norte del Condado de Milwaukee - Pueblo del Este de Milwaukee - Pueblo del Norte de Milwaukee - Pueblo de Whitefish Bay - Ciudad de Granville - Ciudad de Milwaukee - Distritos 1, 2, 6, 7, 9, 10, 13, 15, 18-22, 25 de la ciudad de Milwaukee                      |
| Reelegido en 1914                     | 64.º          | William H. Stafford (1869-1957) | Republicano                | 4 de marzo de 1913  | 3 de marzo de 1919 (5 años, 11 meses y 30 días)  | |                                             | Norte del Condado de Milwaukee - Pueblo del Este de Milwaukee - Pueblo del Norte de Milwaukee - Pueblo de Whitefish Bay - Ciudad de Granville - Ciudad de Milwaukee - Distritos 1, 2, 6, 7, 9, 10, 13, 15, 18-22, 25 de la ciudad de Milwaukee                      |
| Reelegido en 1916                     | 65.º          | William H. Stafford (1869-1957) | Republicano                | 4 de marzo de 1913  | 3 de marzo de 1919 (5 años, 11 meses y 30 días)  | |                                             | Norte del Condado de Milwaukee - Pueblo del Este de Milwaukee - Pueblo del Norte de Milwaukee - Pueblo de Whitefish Bay - Ciudad de Granville - Ciudad de Milwaukee - Distritos 1, 2, 6, 7, 9, 10, 13, 15, 18-22, 25 de la ciudad de Milwaukee                      |
| Vacante                               | Vacante       | Vacante                         | Vacante                    | 4 de marzo de 1919  | 3 de marzo de 1921 (1 año, 11 meses y 30 días)   | El Congreso se negó a nombrar al representante electo Victor L. Berger. | 66.º                                        | Norte del Condado de Milwaukee - Pueblo del Este de Milwaukee - Pueblo del Norte de Milwaukee - Pueblo de Whitefish Bay - Ciudad de Granville - Ciudad de Milwaukee - Distritos 1, 2, 6, 7, 9, 10, 13, 15, 18-22, 25 de la ciudad de Milwaukee                      |
|                                       |               | William H. Stafford (1869-1957) | Republicano                | 4 de marzo de 1921  | 3 de marzo de 1923 (1 año, 11 meses y 30 días)   | Elegido en 1920 | 67.º                                        | Norte del Condado de Milwaukee - Pueblo del Este de Milwaukee - Pueblo del Norte de Milwaukee - Pueblo de Whitefish Bay - Ciudad de Granville - Ciudad de Milwaukee - Distritos 1, 2, 6, 7, 9, 10, 13, 15, 18-22, 25 de la ciudad de Milwaukee                      |
|                                       |               | Victor L. Berger (1860-1929)    | Socialista                 | 4 de marzo de 1923  | 3 de marzo de 1929 (5 años, 11 meses y 30 días)  | Elegido en 1922 | 68.º                                        | Norte del Condado de Milwaukee - Pueblo del Este de Milwaukee - Pueblo del Norte de Milwaukee - Pueblo de Whitefish Bay - Ciudad de Granville - Ciudad de Milwaukee - Distritos 1, 2, 6, 7, 9, 10, 13, 15, 18-22, 25 de la ciudad de Milwaukee                      |
| Reelegido en 1924                     | 69.º          | Victor L. Berger (1860-1929)    | Socialista                 | 4 de marzo de 1923  | 3 de marzo de 1929 (5 años, 11 meses y 30 días)  | |                                             | Norte del Condado de Milwaukee - Pueblo del Este de Milwaukee - Pueblo del Norte de Milwaukee - Pueblo de Whitefish Bay - Ciudad de Granville - Ciudad de Milwaukee - Distritos 1, 2, 6, 7, 9, 10, 13, 15, 18-22, 25 de la ciudad de Milwaukee                      |
| Reelegido en 1926                     | 70.º          | Victor L. Berger (1860-1929)    | Socialista                 | 4 de marzo de 1923  | 3 de marzo de 1929 (5 años, 11 meses y 30 días)  | |                                             | Norte del Condado de Milwaukee - Pueblo del Este de Milwaukee - Pueblo del Norte de Milwaukee - Pueblo de Whitefish Bay - Ciudad de Granville - Ciudad de Milwaukee - Distritos 1, 2, 6, 7, 9, 10, 13, 15, 18-22, 25 de la ciudad de Milwaukee                      |
|                                       |               | William H. Stafford (1869-1957) | Republicano                | 4 de marzo de 1929  | 3 de marzo de 1933 (3 años, 11 meses y 30 días)  | Elegido en 1928 | 71.º                                        | Norte del Condado de Milwaukee - Pueblo del Este de Milwaukee - Pueblo del Norte de Milwaukee - Pueblo de Whitefish Bay - Ciudad de Granville - Ciudad de Milwaukee - Distritos 1, 2, 6, 7, 9, 10, 13, 15, 18-22, 25 de la ciudad de Milwaukee                      |
| Reelegido en 1930                     | 72.º          | William H. Stafford (1869-1957) | Republicano                | 4 de marzo de 1929  | 3 de marzo de 1933 (3 años, 11 meses y 30 días)  | |                                             | Norte del Condado de Milwaukee - Pueblo del Este de Milwaukee - Pueblo del Norte de Milwaukee - Pueblo de Whitefish Bay - Ciudad de Granville - Ciudad de Milwaukee - Distritos 1, 2, 6, 7, 9, 10, 13, 15, 18-22, 25 de la ciudad de Milwaukee                      |
|                                       |               | Thomas O'Malley (1903-1979)     | Demócrata                  | 4 de marzo de 1933  | 3 de enero de 1939 (5 años, 9 meses y 30 días)   | Elegido en 1932 | 73.º                                        | Norte del Condado de Milwaukee - Pueblo de Fox Point - Pueblo de River Hills - Pueblo de Shorewood - Pueblo de Whitefish Bay - Ciudad de Granville - Ciudad de Milwaukee - Distritos 1, 2, 6, 7, 9, 10, 13, 15, 18-22, 25, 26 de la ciudad de Milwaukee             |
| Reelegido en 1934                     | 74.º          | Thomas O'Malley (1903-1979)     | Demócrata                  | 4 de marzo de 1933  | 3 de enero de 1939 (5 años, 9 meses y 30 días)   | |                                             | Norte del Condado de Milwaukee - Pueblo de Fox Point - Pueblo de River Hills - Pueblo de Shorewood - Pueblo de Whitefish Bay - Ciudad de Granville - Ciudad de Milwaukee - Distritos 1, 2, 6, 7, 9, 10, 13, 15, 18-22, 25, 26 de la ciudad de Milwaukee             |
| Reelegido en 1936                     | 75.º          | Thomas O'Malley (1903-1979)     | Demócrata                  | 4 de marzo de 1933  | 3 de enero de 1939 (5 años, 9 meses y 30 días)   | |                                             | Norte del Condado de Milwaukee - Pueblo de Fox Point - Pueblo de River Hills - Pueblo de Shorewood - Pueblo de Whitefish Bay - Ciudad de Granville - Ciudad de Milwaukee - Distritos 1, 2, 6, 7, 9, 10, 13, 15, 18-22, 25, 26 de la ciudad de Milwaukee             |
|                                       |               | Lewis D. Thill (1903-1975)      | Republicano                | 3 de enero de 1939  | 3 de enero de 1943 (4 años)                      | Elegido en 1938 | 76.º                                        | Norte del Condado de Milwaukee - Pueblo de Fox Point - Pueblo de River Hills - Pueblo de Shorewood - Pueblo de Whitefish Bay - Ciudad de Granville - Ciudad de Milwaukee - Distritos 1, 2, 6, 7, 9, 10, 13, 15, 18-22, 25, 26 de la ciudad de Milwaukee             |
| Reelegido en 1940                     | 77.º          | Lewis D. Thill (1903-1975)      | Republicano                | 3 de enero de 1939  | 3 de enero de 1943 (4 años)                      | |                                             | Norte del Condado de Milwaukee - Pueblo de Fox Point - Pueblo de River Hills - Pueblo de Shorewood - Pueblo de Whitefish Bay - Ciudad de Granville - Ciudad de Milwaukee - Distritos 1, 2, 6, 7, 9, 10, 13, 15, 18-22, 25, 26 de la ciudad de Milwaukee             |
|                                       |               | Howard J. McMurray (1901-1961)  | Demócrata                  | 3 de enero de 1943  | 3 de enero de 1945 (2 años)                      | Elegido en 1942 | 78.º                                        | Norte del Condado de Milwaukee - Pueblo de Fox Point - Pueblo de River Hills - Pueblo de Shorewood - Pueblo de Whitefish Bay - Ciudad de Granville - Ciudad de Milwaukee - Distritos 1, 2, 6, 7, 9, 10, 13, 15, 18-22, 25, 26 de la ciudad de Milwaukee             |
|                                       |               | Andrew Biemiller (1906-1982)    | Demócrata                  | 3 de enero de 1945  | 3 de enero de 1947 (2 años)                      | Elegido en 1944 | 79.º                                        | Norte del Condado de Milwaukee - Pueblo de Fox Point - Pueblo de River Hills - Pueblo de Shorewood - Pueblo de Whitefish Bay - Ciudad de Granville - Ciudad de Milwaukee - Distritos 1, 2, 6, 7, 9, 10, 13, 15, 18-22, 25, 26 de la ciudad de Milwaukee             |
|                                       |               | Charles J. Kersten (1902-1972)  | Republicano                | 3 de enero de 1947  | 3 de enero de 1949 (2 años)                      | Elegido en 1946 | 80.º                                        | Norte del Condado de Milwaukee - Pueblo de Fox Point - Pueblo de River Hills - Pueblo de Shorewood - Pueblo de Whitefish Bay - Ciudad de Granville - Ciudad de Milwaukee - Distritos 1, 2, 6, 7, 9, 10, 13, 15, 18-22, 25, 26 de la ciudad de Milwaukee             |
|                                       |               | Andrew Biemiller (1906-1982)    | Demócrata                  | 3 de enero de 1949  | 3 de enero de 1951 (2 años)                      | Elegido en 1948 | 81.º                                        | Norte del Condado de Milwaukee - Pueblo de Fox Point - Pueblo de River Hills - Pueblo de Shorewood - Pueblo de Whitefish Bay - Ciudad de Granville - Ciudad de Milwaukee - Distritos 1, 2, 6, 7, 9, 10, 13, 15, 18-22, 25, 26 de la ciudad de Milwaukee             |
|                                       |               | Charles J. Kersten (1902-1972)  | Republicano                | 3 de enero de 1951  | 3 de enero de 1955 (4 años)                      | Elegido en 1950 | 82.º                                        | Norte del Condado de Milwaukee - Pueblo de Fox Point - Pueblo de River Hills - Pueblo de Shorewood - Pueblo de Whitefish Bay - Ciudad de Granville - Ciudad de Milwaukee - Distritos 1, 2, 6, 7, 9, 10, 13, 15, 18-22, 25, 26 de la ciudad de Milwaukee             |
| Reelegido en 1952                     | 83.º          | Charles J. Kersten (1902-1972)  | Republicano                | 3 de enero de 1951  | 3 de enero de 1955 (4 años)                      | |                                             | Norte del Condado de Milwaukee - Pueblo de Fox Point - Pueblo de River Hills - Pueblo de Shorewood - Pueblo de Whitefish Bay - Ciudad de Granville - Ciudad de Milwaukee - Distritos 1, 2, 6, 7, 9, 10, 13, 15, 18-22, 25, 26 de la ciudad de Milwaukee             |
|                                       |               | Henry S. Reuss (1912-2002)      | Demócrata                  | 3 de enero de 1955  | 3 de enero de 1983 (28 años)                     | Elegido en 1954 | 84.º                                        | Norte del Condado de Milwaukee - Pueblo de Fox Point - Pueblo de River Hills - Pueblo de Shorewood - Pueblo de Whitefish Bay - Ciudad de Granville - Ciudad de Milwaukee - Distritos 1, 2, 6, 7, 9, 10, 13, 15, 18-22, 25, 26 de la ciudad de Milwaukee             |
| Reelegido en 1956                     | 85.º          | Henry S. Reuss (1912-2002)      | Demócrata                  | 3 de enero de 1955  | 3 de enero de 1983 (28 años)                     | |                                             | Norte del Condado de Milwaukee - Pueblo de Fox Point - Pueblo de River Hills - Pueblo de Shorewood - Pueblo de Whitefish Bay - Ciudad de Granville - Ciudad de Milwaukee - Distritos 1, 2, 6, 7, 9, 10, 13, 15, 18-22, 25, 26 de la ciudad de Milwaukee             |
| Reelegido en 1958                     | 86.º          | Henry S. Reuss (1912-2002)      | Demócrata                  | 3 de enero de 1955  | 3 de enero de 1983 (28 años)                     | |                                             | Norte del Condado de Milwaukee - Pueblo de Fox Point - Pueblo de River Hills - Pueblo de Shorewood - Pueblo de Whitefish Bay - Ciudad de Granville - Ciudad de Milwaukee - Distritos 1, 2, 6, 7, 9, 10, 13, 15, 18-22, 25, 26 de la ciudad de Milwaukee             |
| Reelegido en 1960                     | 87.º          | Henry S. Reuss (1912-2002)      | Demócrata                  | 3 de enero de 1955  | 3 de enero de 1983 (28 años)                     | |                                             | Norte del Condado de Milwaukee - Pueblo de Fox Point - Pueblo de River Hills - Pueblo de Shorewood - Pueblo de Whitefish Bay - Ciudad de Granville - Ciudad de Milwaukee - Distritos 1, 2, 6, 7, 9, 10, 13, 15, 18-22, 25, 26 de la ciudad de Milwaukee             |
| Reelegido en 1962                     | 88.º          | Henry S. Reuss (1912-2002)      | Demócrata                  | 3 de enero de 1955  | 3 de enero de 1983 (28 años)                     | |                                             | Norte del Condado de Milwaukee - Pueblo de Fox Point - Pueblo de River Hills - Pueblo de Shorewood - Pueblo de Whitefish Bay - Ciudad de Granville - Ciudad de Milwaukee - Distritos 1, 2, 6, 7, 9, 10, 13, 15, 18-22, 25, 26 de la ciudad de Milwaukee             |
| Reelegido en 1964                     | 89.º          | Henry S. Reuss (1912-2002)      | Demócrata                  | 3 de enero de 1955  | 3 de enero de 1983 (28 años)                     | Condado central de Milwaukee - La parte de la ciudad de Milwaukee contenida por una línea que se extiende desde el punto donde N. 60th St. se cruza con W. Wright St. en los límites de la ciudad, siguiendo N. 60th St. al norte hasta Burleigh St., al oeste hasta Lisbon Ave. , al noroeste hasta Wauwatosa Ave., al norte hasta Hampton Ave., al este hasta los límites de la ciudad, luego siguiendo los límites de la ciudad hasta el lago Michigan, siguiendo la orilla del lago Michigan hacia el sur hasta la desembocadura del río Milwaukee, siguiendo el río hacia el oeste hasta la intersección con el río Menomonee, luego siguiendo el río Menomonee hacia el oeste hasta el punto donde se cruza con S. 39th St., luego hacia el sur hasta los límites de la ciudad |                                             | |
| Reelegido en 1966                     | 90.º          | Henry S. Reuss (1912-2002)      | Demócrata                  | 3 de enero de 1955  | 3 de enero de 1983 (28 años)                     | Condado central de Milwaukee - La parte de la ciudad de Milwaukee contenida por una línea que se extiende desde el punto donde N. 60th St. se cruza con W. Wright St. en los límites de la ciudad, siguiendo N. 60th St. al norte hasta Burleigh St., al oeste hasta Lisbon Ave. , al noroeste hasta Wauwatosa Ave., al norte hasta Hampton Ave., al este hasta los límites de la ciudad, luego siguiendo los límites de la ciudad hasta el lago Michigan, siguiendo la orilla del lago Michigan hacia el sur hasta la desembocadura del río Milwaukee, siguiendo el río hacia el oeste hasta la intersección con el río Menomonee, luego siguiendo el río Menomonee hacia el oeste hasta el punto donde se cruza con S. 39th St., luego hacia el sur hasta los límites de la ciudad |                                             | |
| Reelegido en 1968                     | 91.º          | Henry S. Reuss (1912-2002)      | Demócrata                  | 3 de enero de 1955  | 3 de enero de 1983 (28 años)                     | Condado central de Milwaukee - La parte de la ciudad de Milwaukee contenida por una línea que se extiende desde el punto donde N. 60th St. se cruza con W. Wright St. en los límites de la ciudad, siguiendo N. 60th St. al norte hasta Burleigh St., al oeste hasta Lisbon Ave. , al noroeste hasta Wauwatosa Ave., al norte hasta Hampton Ave., al este hasta los límites de la ciudad, luego siguiendo los límites de la ciudad hasta el lago Michigan, siguiendo la orilla del lago Michigan hacia el sur hasta la desembocadura del río Milwaukee, siguiendo el río hacia el oeste hasta la intersección con el río Menomonee, luego siguiendo el río Menomonee hacia el oeste hasta el punto donde se cruza con S. 39th St., luego hacia el sur hasta los límites de la ciudad |                                             | |
| Reelegido en 1970                     | 92.º          | Henry S. Reuss (1912-2002)      | Demócrata                  | 3 de enero de 1955  | 3 de enero de 1983 (28 años)                     | Condado central de Milwaukee - La parte de la ciudad de Milwaukee contenida por una línea que se extiende desde el punto donde N. 60th St. se cruza con W. Wright St. en los límites de la ciudad, siguiendo N. 60th St. al norte hasta Burleigh St., al oeste hasta Lisbon Ave. , al noroeste hasta Wauwatosa Ave., al norte hasta Hampton Ave., al este hasta los límites de la ciudad, luego siguiendo los límites de la ciudad hasta el lago Michigan, siguiendo la orilla del lago Michigan hacia el sur hasta la desembocadura del río Milwaukee, siguiendo el río hacia el oeste hasta la intersección con el río Menomonee, luego siguiendo el río Menomonee hacia el oeste hasta el punto donde se cruza con S. 39th St., luego hacia el sur hasta los límites de la ciudad |                                             | |
| Reelegido en 1972                     | 93.º          | Henry S. Reuss (1912-2002)      | Demócrata                  | 3 de enero de 1955  | 3 de enero de 1983 (28 años)                     | Norte del Condado de Milwaukee - La parte de la ciudad de Milwaukee al norte de la línea que se extiende desde el punto donde E. St. Paul Ave. se encuentra con el Lago Michigan, siguiendo E. St. Paul Ave. hacia el oeste hasta convertirse en W. St. Paul Ave., continuando hacia el oeste hasta N. 32nd St., al sur hasta la I-94, al oeste hasta S. 39th St., al sur hasta los límites de la ciudad |                                             | |
| Reelegido en 1974                     | 94.º          | Henry S. Reuss (1912-2002)      | Demócrata                  | 3 de enero de 1955  | 3 de enero de 1983 (28 años)                     | Norte del Condado de Milwaukee - La parte de la ciudad de Milwaukee al norte de la línea que se extiende desde el punto donde E. St. Paul Ave. se encuentra con el Lago Michigan, siguiendo E. St. Paul Ave. hacia el oeste hasta convertirse en W. St. Paul Ave., continuando hacia el oeste hasta N. 32nd St., al sur hasta la I-94, al oeste hasta S. 39th St., al sur hasta los límites de la ciudad |                                             | |
| Reelegido en 1976                     | 95.º          | Henry S. Reuss (1912-2002)      | Demócrata                  | 3 de enero de 1955  | 3 de enero de 1983 (28 años)                     | Norte del Condado de Milwaukee - La parte de la ciudad de Milwaukee al norte de la línea que se extiende desde el punto donde E. St. Paul Ave. se encuentra con el Lago Michigan, siguiendo E. St. Paul Ave. hacia el oeste hasta convertirse en W. St. Paul Ave., continuando hacia el oeste hasta N. 32nd St., al sur hasta la I-94, al oeste hasta S. 39th St., al sur hasta los límites de la ciudad |                                             | |
| Reelegido en 1978                     | 96.º          | Henry S. Reuss (1912-2002)      | Demócrata                  | 3 de enero de 1955  | 3 de enero de 1983 (28 años)                     | Norte del Condado de Milwaukee - La parte de la ciudad de Milwaukee al norte de la línea que se extiende desde el punto donde E. St. Paul Ave. se encuentra con el Lago Michigan, siguiendo E. St. Paul Ave. hacia el oeste hasta convertirse en W. St. Paul Ave., continuando hacia el oeste hasta N. 32nd St., al sur hasta la I-94, al oeste hasta S. 39th St., al sur hasta los límites de la ciudad |                                             | |
| Reelegido en 1980                     | 97.º          | Henry S. Reuss (1912-2002)      | Demócrata                  | 3 de enero de 1955  | 3 de enero de 1983 (28 años)                     | Norte del Condado de Milwaukee - La parte de la ciudad de Milwaukee al norte de la línea que se extiende desde el punto donde E. St. Paul Ave. se encuentra con el Lago Michigan, siguiendo E. St. Paul Ave. hacia el oeste hasta convertirse en W. St. Paul Ave., continuando hacia el oeste hasta N. 32nd St., al sur hasta la I-94, al oeste hasta S. 39th St., al sur hasta los límites de la ciudad |                                             | |
|                                       |               | Jim Moody (1935-2019)           | Demócrata                  | 3 de enero de 1983  | 3 de enero de 1993 (10 años)                     | Elegido en 1982 | 98.º                                        | Norte del Condado de Milwaukee - Pueblo de Brown Deer - Pueblo de Shorewood - Ciudad de Glendale - Ciudad de Wauwatosa |
| Reelegido en 1984                     | 99.º          | Jim Moody (1935-2019)           | Demócrata                  | 3 de enero de 1983  | 3 de enero de 1993 (10 años)                     | |                                             | Norte del Condado de Milwaukee - Pueblo de Brown Deer - Pueblo de Shorewood - Ciudad de Glendale - Ciudad de Wauwatosa |
| Reelegido en 1986                     | 100.º         | Jim Moody (1935-2019)           | Demócrata                  | 3 de enero de 1983  | 3 de enero de 1993 (10 años)                     | |                                             | Norte del Condado de Milwaukee - Pueblo de Brown Deer - Pueblo de Shorewood - Ciudad de Glendale - Ciudad de Wauwatosa |
| Reelegido en 1988                     | 101.º         | Jim Moody (1935-2019)           | Demócrata                  | 3 de enero de 1983  | 3 de enero de 1993 (10 años)                     | |                                             | Norte del Condado de Milwaukee - Pueblo de Brown Deer - Pueblo de Shorewood - Ciudad de Glendale - Ciudad de Wauwatosa |
| Reelegido en 1990                     | 102.º         | Jim Moody (1935-2019)           | Demócrata                  | 3 de enero de 1983  | 3 de enero de 1993 (10 años)                     | |                                             | Norte del Condado de Milwaukee - Pueblo de Brown Deer - Pueblo de Shorewood - Ciudad de Glendale - Ciudad de Wauwatosa |
|                                       |               | Tom Barrett (1953-)             | Demócrata                  | 3 de enero de 1993  | 3 de enero de 2003 (10 años)                     | Elegido en 1992 | 103.º                                       | Norte del Condado de Milwaukee - Pueblo de Brown Deer - Pueblo de Fox Point - Pueblo de River Hills - Pueblo de Shorewood - Pueblo de Whitefish Bay - la parte del pueblo de Bayside en el condado - Ciudad de Glendale - Ciudad de Wauwatosa                       |
| Reelegido en 1994                     | 104.º         | Tom Barrett (1953-)             | Demócrata                  | 3 de enero de 1993  | 3 de enero de 2003 (10 años)                     | |                                             | Norte del Condado de Milwaukee - Pueblo de Brown Deer - Pueblo de Fox Point - Pueblo de River Hills - Pueblo de Shorewood - Pueblo de Whitefish Bay - la parte del pueblo de Bayside en el condado - Ciudad de Glendale - Ciudad de Wauwatosa                       |
| Reelegido en 1996                     | 105.º         | Tom Barrett (1953-)             | Demócrata                  | 3 de enero de 1993  | 3 de enero de 2003 (10 años)                     | |                                             | Norte del Condado de Milwaukee - Pueblo de Brown Deer - Pueblo de Fox Point - Pueblo de River Hills - Pueblo de Shorewood - Pueblo de Whitefish Bay - la parte del pueblo de Bayside en el condado - Ciudad de Glendale - Ciudad de Wauwatosa                       |
| Reelegido en 1998                     | 106.º         | Tom Barrett (1953-)             | Demócrata                  | 3 de enero de 1993  | 3 de enero de 2003 (10 años)                     | |                                             | Norte del Condado de Milwaukee - Pueblo de Brown Deer - Pueblo de Fox Point - Pueblo de River Hills - Pueblo de Shorewood - Pueblo de Whitefish Bay - la parte del pueblo de Bayside en el condado - Ciudad de Glendale - Ciudad de Wauwatosa                       |
| Reelegido en 2000                     | 107.º         | Tom Barrett (1953-)             | Demócrata                  | 3 de enero de 1993  | 3 de enero de 2003 (10 años)                     | |                                             | Norte del Condado de Milwaukee - Pueblo de Brown Deer - Pueblo de Fox Point - Pueblo de River Hills - Pueblo de Shorewood - Pueblo de Whitefish Bay - la parte del pueblo de Bayside en el condado - Ciudad de Glendale - Ciudad de Wauwatosa                       |
|                                       |               | Jim Sensenbrenner (1943-)       | Republicano                | 3 de enero de 2003  | 3 de enero de 2021 (18 años)                     | Redistribución del 9º distrito y reelegido en 2002 | 108.º                                       | 2003–2013 |
| Reelegido en 2004                     | 109.º         | Jim Sensenbrenner (1943-)       | Republicano                | 3 de enero de 2003  | 3 de enero de 2021 (18 años)                     | |                                             | 2003–2013 |
| Reelegido en 2006                     | 110.º         | Jim Sensenbrenner (1943-)       | Republicano                | 3 de enero de 2003  | 3 de enero de 2021 (18 años)                     | |                                             | 2003–2013 |
| Reelegido en 2008                     | 111.º         | Jim Sensenbrenner (1943-)       | Republicano                | 3 de enero de 2003  | 3 de enero de 2021 (18 años)                     | |                                             | 2003–2013 |
| Reelegido en 2010                     | 112.º         | Jim Sensenbrenner (1943-)       | Republicano                | 3 de enero de 2003  | 3 de enero de 2021 (18 años)                     | |                                             | 2003–2013 |
| Reelegido en 2012                     | 113.º         | Jim Sensenbrenner (1943-)       | Republicano                | 3 de enero de 2003  | 3 de enero de 2021 (18 años)                     | |                                             | 2003–2013 |
| Reelegido en 2014                     | 114.º         | Jim Sensenbrenner (1943-)       | Republicano                | 3 de enero de 2003  | 3 de enero de 2021 (18 años)                     | 2013–2023 |                                             | |
| Reelegido en 2016                     | 115.º         | Jim Sensenbrenner (1943-)       | Republicano                | 3 de enero de 2003  | 3 de enero de 2021 (18 años)                     | 2013–2023 |                                             | |
| Reelegido en 2018                     | 116.º         | Jim Sensenbrenner (1943-)       | Republicano                | 3 de enero de 2003  | 3 de enero de 2021 (18 años)                     | 2013–2023 |                                             | |
|                                       |               | Scott L. Fitzgerald (1963-)     | Republicano                | 3 de enero de 2021  | Presente (4 años, 2 meses y 5 días)              | Elegido en 2020 | 117.º                                       | 2023–present |
| Reelegido en 2022                     | 118.º         | Scott L. Fitzgerald (1963-)     | Republicano                | 3 de enero de 2021  | Presente (4 años, 2 meses y 5 días)              | |                                             | 2023–present |